# Ocnaea flavipes
Ocnaea flavipes är en tvåvingeart som beskrevs av Aldrich 1926. Ocnaea flavipes ingår i släktet Ocnaea och familjen kulflugor.
Artens utbredningsområde är Haiti. Inga underarter finns listade i Catalogue of Life.